# Cardona (Rizal)
Cardona es un municipio urbano de Tercera Clase de la provincia de Rizal, Filipinas. De acuerdo con el censo de 2007, tiene una población de 44,942 habitantes. El alcalde es Gil F. San Juan del Partido Liberal.

## Anexión al Área metropolitana de Manila
Con la extensión continua del Metro Manila, el municipio ahora se incluye dentro del área metropolitana de Manila que alcanza Cardona en su partición de Easternmost.

## Barangays
Cardona está políticamente subdividido en 18 barangays.
| - Balibago - Boor - Calahan - Dalig, Kuhala - Del Remedio (Pob.) - Iglesia Liwanag (Pob.) - Lambac - Looc - Malanggam-Calubacan | - Nagsulo - Navotas - Patunhay, Longos - Real (Pob.) - Sampad - San Roque (Pob.) - Subay - Ticulio - Tuna (Hollywood Tuna) |